# 鹿鸣
鹿鸣（1907年—1989年），原名路式遵，男，江苏宜兴人，中华人民共和国政治人物，曾任宁夏回族自治区科委主任，宁夏回族自治区人大常委会副主任。